# Shahrukh Husain
Shahrukh Husain (urdu: شاہ رخ حسین), nació el 28 de abril de 1950. Es una autora de origen pakistaní especializada en ficción, no ficción y guiones. También es psicoterapeuta, folclorista y narradora. Actualmente reside en Londres. Es miembro del Royal Literary Fund.

## Filmografía
- Guion para In Custody (1993), adaptado de la novela homónima de Anita Desai . Es una película de Merchant Ivory Productions dirigida por Ismail Merchant . También escribió un episodio para Beecham House .[2]

#### Obras
- The Virago Book of Witches (2021)[3]
- A Restless Wind (2013)
- The Goddess: Power, Sexuality, and the Feminine Divine (2003)
- Daughters of the Moon: Witch Tales from Around the World (1993)
- Handsome Heroines (1996)

#### Obras en español
- El libro de las brujas (1993), Editorial Impedimenta, traducción del inglés a cargo de Andrea Daga. ISBN 978-84-18668-70-8